# 613th Air Operations Center

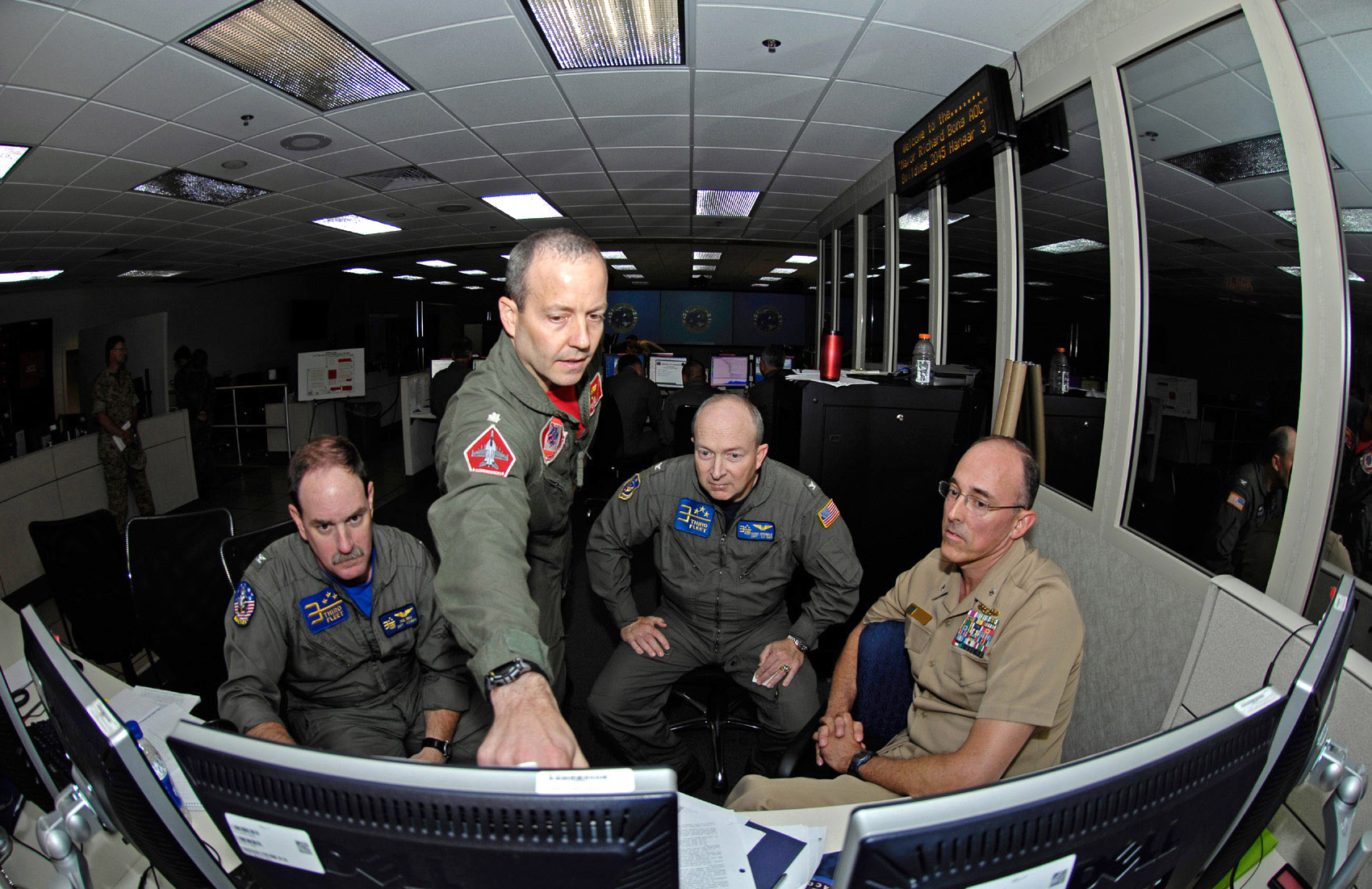
Operazioni nell'AOC

Il  613th Air Operations Center è un centro di controllo di tipo regionale della U.S.Pacific Air Forces. Il suo quartier generale è situato presso la Joint Base Pearl Harbor-Hickam, nelle Hawaii.

## Missione
Il centro, noto anche come il Maggiore Richard Bong AOC,  sostiene le operazioni in tutta la regione dell'Asia orientale e del Pacifico, un'area che copre circa il 52% dell'intero globo, e in particolare si focalizza sulle operazioni e le informazioni aerospaziali e del cyberspazio per assolvere agli obiettivi stabiliti dal comando dell'United States Pacific Command. L'organizzazione fornisce al comando delle forze aeree, al comando del Theater Joint/Combined Force Air Component (T-J/CFACC) e al comando del Theater Area Air Defense (T-AADC) operazioni congiunte di comando e controllo attraverso piani dettagliati, sviluppo di bersagli, armamenti, assegnazioni delle missioni, produzione degli ordini degli obiettivi aerei, gestione delle esecuzioni delle missioni e funzioni di valutazione a livello operativo a sostegno delle campagne del comando della forza congiunta. L'organizzazione riceve personale aggiuntivo dal 239th Combat Communications Squadron, 131st Bomb Wing, Missouri Air National Guard

## Equipaggiamento
Il centro dispone di uno dei 5 sistemi di comando e controllo AN/USQ-163 FALCONER assegnati ai Comandi Combattenti Unitificati delle forze armate statunitensi.

## Organizzazione
Attualmente, al settembre 2017, esso controlla:
- 613th Air Communications Squadron
- 613th Combat Operations Division (COD)
- 613th Combat Plans Division (CPD)
- 613th Intelligence, Surveillance and Reconnaissance Division (ISRD)
- 613th Air Mobility Division (AMD)
- 613th Strategy Division (SRD)